# Climax (chanson d'Usher)
Pour les articles homonymes, voir Climax.
Singles de Usher
Without You
(2011) Scream
(2012)
Pistes de Looking 4 Myself
Scream
(2) I Care 4 U
(4)
Climax est une chanson de l'artiste américain Usher sortie le 22 février 2012 sous le label RCA Records. 1er single extrait du 7e album studio Looking 4 Myself, la chanson a été écrite par Usher Raymond, Ariel Rechtshaid, Redd Stylez et par le DJ américain Diplo qui l'a également produite. Usher et Diplo ont travaillé sur cette chanson durant deux mois pour l'album d'Usher. Climax est une chanson de quiet storm avec des sonorités de musique électronique ; les paroles évoquent un moment décisif d'une relation amoureuse.
En tant que single, Climax se classe 17e dans le classement américain Billboard Hot 100, il atteint la première place dans le classement Hot R&B/Hip-Hop Songs devenant son 12e numéro un dans ce classement. Le single atteint le top 10 en Belgique (Wallonie et Flandre), en Écosse, au Royaume-Uni. Climax a reçu de bonnes critiques notamment par rapport à la direction musicale prise par Usher en travaillant avec Diplo.

## Liste des pistes
- Téléchargement digital[1]

1. Climax – 3:53

## Classement par pays
| Classement (2012)               | Meilleure position |
| ------------------------------- | ------------------ |
| Australie (ARIA)                | 29                 |
| Australie Urban (ARIA)          | 15                 |
| Autriche (Ö3 Austria Top 40)    | 44                 |
| Belgique (Flandre Ultratip 100) | 4                  |
| Belgique (Wallonie Ultratip 50) | 6                  |
| Canada (Canadian Hot 100)       | 96                 |
| Danemark (Tracklisten)          | 39                 |
| Irlande (IRMA)                  | 69                 |
| Écosse (OCC)                    | 9                  |
| Royaume-Uni (UK R&B Chart)      | 1                  |
| Royaume-Uni (UK Singles Chart)  | 4                  |
| États-Unis (Hot 100)            | 17                 |
| États-Unis (Pop Airplay)        | 36                 |
| États-Unis (R&B/Hip-Hop Songs)  | 1                  |
| États-Unis (Dance Club Songs)   | 39                 |

## Historique de sortie
| Pays        | Date            | Format (Version)        | Label       |
| ----------- | --------------- | ----------------------- | ----------- |
| États-Unis  | 21 février 2012 | Urban radio             | RCA Records |
| Monde       | 22 février 2012 | Téléchargement digital  | RCA Records |
| États-Unis  | 13 mars 2012    | Top 40/Mainstream radio | RCA Records |
| Royaume-Uni | 8 avril 2012    | Téléchargement digital  | RCA Records |